# 특이 은하

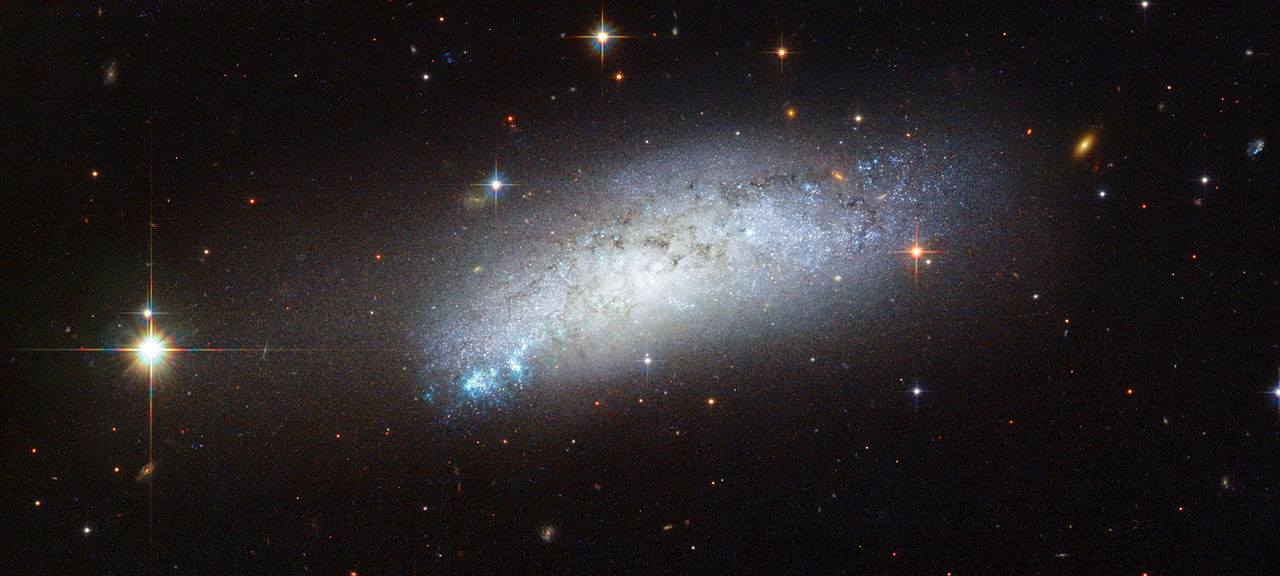
ESO 162-17은 용골자리 방향으로 약 4,000만 광년 떨어져 있는 특이 은하이다.

특이 은하(영어: Peculiar Galaxy)는 크기, 모양, 또는 조성이 특이한 은하이다. 특이 은하는 은하 간의 상호 작용의 결과로 만들어진 것이며, 이례적인 양의 먼지 또는 기체를 포함하고 있다. 또 이들은 평범한 은하보다 더 높거나 낮은 표면 밝기를 가지며, 아니면 은하핵의 제트와 같은 특별한 징후를 보이고 있다. 이들은 다른 은하와의 접근으로 인해 어마어마한 중력으로 크게 불규칙한 모양을 띠곤 한다. 이들은 현재 둘 또는 그 이상의 은하(나선 은하, 타원 은하 등) 사이의 병합의 결과이다. 구체적으로 말하면 특이 은하는 최근의 과거에 일어난 은하 병합 및 충돌로 인한 것이다. 특이 은하는 규칙적인 크기의 나선은하나 타원 은하와 비슷한 크기를 가지고 있으며, 그런 은하의 유형과 유사한 특징과 성질들을 가지고 있는 것처럼 보이기도 한다. 또한, 충돌 기간에 은하는 하나 또는 두 은하의 은하핵이나 별의 형성 활동을 급증시키는 것으로 예측되는데, 이것이 특이 은하의 공통적인 특성이다. 일부 목록에서 특이은하는 "p" 또는 "pec"형으로 표현된다.
1966년에는 홀튼 아르프가 특이 은하를 모아 특이 은하 성도(Atlas of Peculiar Galaxies)로 목록화하기도 하였다. 아르프는 "이 목록에 수록된 은하의 특이성은 우리가 관측한 너무 멀어서 직접적으로 실험이 불가능한 은하의 기원에 관한 분석을 가능할 수 있게 하도록 섭동, 변형, 상호 작용을 의미한다."라고 말하였다.

## 같이 보기
- 특이 은하 성도
- 불규칙 은하
- 고리 은하
- 퀘이사
- 폭발적 항성생성 은하